# 菱形枪十字虫
菱形枪十字虫（学名：Lonchostaurus rhombicus）为十字叶虫科枪十字虫属的动物。分布于大西洋、俾斯麦群岛、那波利湾与第勒尼安海以及中国东海等海域。